# Портола-Веллі (Каліфорнія)
Портола-Веллі (англ. Portola Valley) — місто (англ. city) в США, в окрузі Сан-Матео штату Каліфорнія. Населення — 4456 осіб (2020).

## Географія
Портола-Веллі розташована за координатами 37°22′21″ пн. ш. 122°13′16″ зх. д. / 37.37250° пн. ш. 122.22111° зх. д. (37.372591, -122.221168).  За даними Бюро перепису населення США в 2010 році місто мало площу 23,55 км², з яких 23,55 км² — суходіл та 0,00 км² — водойми.

## Демографія
Згідно з переписом 2010 року, у місті мешкали 4353 особи в 1746 домогосподарствах у складі 1254 родин. Густота населення становила 185 осіб/км².  Було 1895 помешкань (80/км²).
Расовий склад населення:
| - 91,0 % — білих - 5,6 % — азіатів - 0,3 % — чорних або афроамериканців - 0,1 % — корінних американців |

До двох чи більше рас належало 2,4 %. Частка іспаномовних становила 4,0 % від усіх жителів.
За віковим діапазоном населення розподілялося таким чином: 23,0 % — особи молодші 18 років, 50,1 % — особи у віці 18—64 років, 26,9 % — особи у віці 65 років та старші. Медіана віку мешканця становила 51,3 року. На 100 осіб жіночої статі у місті припадало 98,4 чоловіків;  на 100 жінок у віці від 18 років та старших — 91,2 чоловіків також старших 18 років.
За межею бідності перебувало 3,7 % осіб, у тому числі 0,0 % дітей у віці до 18 років та 3,8 % осіб у віці 65 років та старших.
Цивільне працевлаштоване населення становило 1817 осіб. Основні галузі зайнятості: освіта, охорона здоров'я та соціальна допомога — 28,5 %, науковці, спеціалісти, менеджери — 23,6 %, виробництво — 12,8 %, фінанси, страхування та нерухомість — 11,2 %.